# Art in Advertising
Art in Advertising var en tidskrift som gavs ut månadsvis under några år från och med 1893 i New York och som brukar betecknas som den första tidskriften för grafisk design eftersom tidskriftens fokus låg på estetik och marknadsföring.